# 林昭夫
林 昭夫（はやし あきお、1930年8月24日 - 2003年頃?）は、日本の俳優。新人会、文学座に、最後は希楽星に所属していた。身長164cm、体重62kg。

## 経歴
1954年デビュー。ほかの俳優が映画を主に出演していたのに対し、林はドラマを中心に活躍。主に脇役で出演した。

## 出演

### テレビドラマ
- 気まぐれ天使（1954年、NHK）
- 風雪（NHK）
  - 「金色夜叉」（1965年） - 丸岡九華
  - 「芥川龍之介 或阿呆の一生」（1965年） - 江口渙
- ナショナルゴールデン劇場「いまに陽が昇る」（1967年、NETテレビ）
- ウルトラマンA 第17話「夏の怪奇シリーズ 怪談・ほたるヶ原の鬼女」（1972年、TBS） - 民子の父 役
- 東芝日曜劇場 第818回「親なし子なし」（1972年、TBS）
- シークレット部隊 第22回「危機一髪!馬泥棒一家」（1972年、TBS）
- 勝海舟（1974年、NHK） - 岩倉具視 役
- 伝七捕物帳 第99回 「命をかけた一分銀」（1976年、NTV）- 謙吉
- 高原へいらっしゃい（1976年、TBS）
- 白い巨塔（1978年、フジテレビ） - 河合教授 役
- 連続テレビ小説（NHK）
  - マー姉ちゃん（1979年、第23作）第91回 - 今津診療所所長
  - チョッちゃん（1987年、第38作） - 古川教頭 役
- 木曜座「たとえば、愛」（1979年、TBS） - 吉田 役
- ザ・ハングマン 燃える事件簿 第13話「女ハングマン暁に死す」（1981年、テレビ朝日）
- うちの子にかぎって（1984年、TBS） - 益田校長 役
- うちの子にかぎって2（1985年、TBS） - 益田校長 役
- 親にはナイショで… 第10話「スキなら押して」（1986年3月14日、TBS）
- パパはニュースキャスター 第9話「湯けむり情話」（1987年3月6日、TBS） - 中曽根首相の秘書 役
- シリーズドラマ・10「夜の長い叫び」（1989年、NHK）
- 翔ぶが如く（1990年、NHK）- 岩山八郎太 役
- 予備校ブギ（1990年、TBS）
- 世にも奇妙な物語（フジテレビ）
  - 「UFO」（1991年1月）
  - 「ラッキー小泉」（1992年7月2日）
- 土曜ワイド劇場・西村京太郎トラベルミステリー「日本縦断殺人ルート」（1992年、テレビ朝日） - 本田徳一郎[1]
- 振り返れば奴がいる（1993年、フジテレビ） - 理事長 役
- いちばん大切なひと（1997年、TBS）
- 水戸黄門 第25部 第33話「姑ふたりの嫁いびり」（1997年、TBS） 松波欣十郎 役
- きらきらひかる（1998年、フジテレビ）
- 松本清張特別企画・危険な斜面（2000年、TBS） - 山形 役
- 会計士探偵 上条麗子の事件推理2（2002年、TBS）
- 天才柳沢教授の生活（2002年、フジテレビ）

### 映画
- 松川事件（1961年） - 高橋晴雄 役
- 臍閣下（1969年） - エロス 役
- 日本の悪霊（1970年） - 県警本部・山口 役
- 哀しみのベラドンナ（1973年） - 声の出演
- Ekiden 駅伝（2000年） - 重役 役